# Karel Soukup
Karel „Charlie“ Soukup (* 22. ledna 1951 v Praze) je český undergroundový písničkář.

## Život
Jeho otec Blahoslav Soukup byl konstruktér, matka Marie Soukupová-Filsáková byla učitelkou v MŠ. Vyučil se nástrojařem, střední školu nedokončil, studoval dva roky konzervatoř. Vyučoval hru na kytaru a pak pracoval jako lesní, stavební dělník, zahradník. Vystupoval se svými sarkastickými písněmi, reagujícími na politickou a společenskou situaci v zemi, zpíval sám jen za doprovodu kytary.
V květnu 1973 se oženil s Marií Štefkovou, tehdy inženýrkou chemie a v prosinci 1973 se jim narodil syn David. Za texty svých písní byl v roce 1976 šest měsíců ve vazbě, kdy se mu narodila dcera Sára. O rok později se jim narodila dcera Markéta a oba manželé podepsali Chartu 77. V roce 1980 se stal členem kolektivu mluvčích Charty 77, ale krátce na to byl za svoje texty odsouzen na 10 měsíců do vězení. Nejvyšší soud vyhověl stížnosti pro porušení zákona, kterou podal ministr spravedlnosti Pavel Blažek, a rozsudek v prosinci 2023 zrušil.
V roce 1982 po fyzickém i psychickém nátlaku StB v rámci akce Asanace odešel s rodinou do emigrace a usadil se v Alsasku ve Francii na venkovské usedlosti, kde uspořádal čtyři koncerty československých emigrantů "Setkání u Čárlího".
Se svou ženou se rozvedl v roce 1988 a vzal si za manželku Alenu Kastlovou, žijící v Austrálii, a odstěhoval se za ní do australského Sydney. Rozvedli se v roce 1992 a Charlie se odstěhoval na venkov do blízkosti vesnice Nimbin, kde žije v podstatě jako poustevník. V roce 2018 zde natočil režisér Jiří Holba experimentální dokumentární film o jeho životě, nazvaný Feral.

## Ocenění
V roce 2020 obdržel Cenu ÚSTR za statečné občanské postoje v době komunistické diktatury.

## Diskografie
- Radio (Šafrán 78 společně s Boží mlýn Productions, 1981 SAF 7818)
- Generace (Globus Music, 2001)
- zpěv písně Hora Karmel na albu Svatopluka Karáska Rány zní (Globus Music, 2000)
- písně Pracovní tábor a Generace se objevily na albu The Best Of Czech Underground (Popron Music, 2004)